# Фриги
Фригите също фригийци (на старогръцки: Φρύγες) са древно индоевропейско племе, обитавало първоначално южните части на Балканския полуостров според Херодот под името бриги, след което мигрират окончателно към Мала Азия през Хелеспонт. През VIII век пр. Хр. основават царство Фригия със столица Гордион. През този период правят нашествия на изток, като според Херодот фригийски колонисти са се придвижвали в района на езерото Ван около 7 век пр.н.е.. Това е районът на царство Урарту, известно от асирийски източници
Фригийското царство е завладяно от кимерийски нашественици около 690 г. пр. Хр., след това е завладяно за кратко от съседното царство Лидия преди да попадне под властта на Ахеменидската империя. След това е завладяно от Александър Македонски и малко по-късно става част от Пергамското царство. Последното споменаване на фригийския език датира от V век и вероятно към VII век езикът умира.
Някои историци, сред които най-известен е Страбон, считат фригийците за тракийско племе. Според лингвистите, поддържащи тази хипотеза, фригийският език е подобен на тракийския и се причислява към сатем групата от делението кентум-сатем на индоевропейския праезик. Други лингвисти отхвърлят тази хипотеза, като го причисляват към кентум групата и го намират за сходен с гръцкия.
Макар да е установено, че фригийците са приели финикийската азбука, са намерени много малко надписи на фригийски, основно при погребения, така че основните източници на информация са на гръцки.
Съгласно гръцката митология фригите, предвождани от Асканиус и Форкис – синове на Аретаон, са участвали в Троянската война.